# 동해 삼화사 철조노사나불좌상
동해 삼화사 철조노사나불좌상(東海 三和寺 鐵造盧舍那佛坐像)는 대한민국 강원특별자치도 동해시 삼화사 대웅전에 있는 통일신라 시대의 철불이다. 1998년 12월 18일 대한민국의 보물 제1292호로 지정되었다.

## 개요
삼화사 대웅전에 모셔져 있는 이 불상은 시멘트로 만든 대좌 위에 머리로부터 가슴과 배, 등판을 붙여 안치했던 것을 현재의 모습으로 복원한 철불좌상이다.
머리에는 작은 소라 모양의 머리칼을 붙여 놓은 듯하며, 얼굴에는 비교적 살이 올라 통일신라시대의 풍이 엿보인다. 가늘고 길게 뜬 눈, 오똑한 코, 두툼한 입술은 전체적으로 단정한 모습이다. 양 어깨를 감싸고 있는 옷은 주름이 도식적이며, 복부까지 속이 드러나 허리띠와 드리워진 매듭이 보인다. 손은 오른손을 들어 손바닥을 밖을 향하게 하고, 왼손은 아래로 내려 손바닥을 밖으로 향하도록 복원하였다.
복원과정 중 오른쪽 등판면에서 약 10행 161자로 된 글을 발견하였다. 내용에 노사나불이란 명칭이 2번 나와 이 불상의 이름을 알 수 있으며, 시주자의 부모를 위해 880년대에 활약한 결언 스님을 중심으로 화엄경에 따라 불상을 조성했다는 기록을 통해 통일신라 말에서 고려 초에 만든 것으로 추정할 수 있다.
10세기 이후까지 내려오는 이두의 사용과 한자를 국어 어순에 맞추어 배열하는 문장 등으로 미루어 그 당시 국어 연구에도 중요한 자료로 생각된다.

## 현지 안내문
통일 신라말 고려초기에 만들어진 노사나불좌상이다. 왼쪽 어깨와 양손, 몸 아래 부분은 없어졌지만, 다행히 얼굴과 상반신 부분은 잘 남아 있어, 이를 바탕으로 하여 현재 모습 복원이 가능하였다.
동그란 얼굴에 눈, 코, 입이 단정한 모습인데 반쯤 뜬 눈은 일직선으로 길게 표현되어 있다. 머리에는 마치 소라처럼 오른쪽으로 빙빙 돌려진, 꼬불꼬불한 머리카락(나발:螺髮)이 선명하다.양손을 잃어버려 원래의 손모양(수인:手印)이 어떠했는지 정확히 알 수 없으나, 남아있는 팔의 형태로 지금과 같이 복원하였다. 가슴 가운데에 수직의 허리 부분에는 수평의 이음선이 분명하게 보이는데, 이것은 불상을 만들 상시 만드는 과정에서 생긴 것이다. 허리 아래부터 무릎까기 덮는 치마(군의:裙衣)의 매들이 허리위에 리본모양으로 양각되어 있다.
뒷면에는 불상과 관련된 문구들이 적혀 있다. 만든 시기에 관해서는 기록되어 있지 않지만 불상의 명칭과 불상을 만드는 데 관여한 사람들의 이름이 적혀 있어 불상의 가치를 훨씬 높여 주고 있다.

## 같이 보기
- 삼화사

## 참고 자료
- 동해 삼화사 철조노사나불좌상 - 국가유산청 국가유산포털
- 삼화사철조노사나불좌상 - 동해관광